# Wilhelm Gutbrod
Wilhelm Gutbrod (Gerlingen, 26 de fevereiro de 1890 — Plochingen, 9 de agosto de 1948) foi um inventor e empresário automobilístico. Produziu diversas motocicletas, automóveis e cortadores de grama, que foram comercializados com as marcas Standard e Gutbrod.